# Академия за магьосници
„Академия за магьосници“ (на английски: WITS Academy) е американска теленовела във формат тийн ситком, който е излъчен по Nickelodeon на 5 октомври 2015 г. и приключва на 30 октомври. Сериалът, който е спиноф/продължение на сериала „Като вещиците“ и обявен на 25 февруари 2015 г., е създаден от Мариела Ромеро и Катарина Ледебоер, продуциран е от Viacom International и Cinemat, в сериала участват Даниела Нийвс, Джулия Антонели, Джейлин Бейтс, Кенеди Лий Слокъм, Мег Кросби, Тимъти Коломбос, Райън Каргил, Лидия Джуит, Андрю Ортега, Тайлър Перез, Джази Уилямс и Тод Алън Дъркин. Даниела Нийвс каза на 24 март 2016 г., че сериалът е спрян.

## Актьорски състав
- Даниела Нийвс – Анди Круз
- Джулия Антонели – Джеси Новоа
- Джейлин Бейтс – Бен Дейвис
- Кенеди Лий Слокъм – Руби Уебър
- Мег Кросби – Емили Прескот
- Тимъти Коломбос – Итън Прескот
- Райън Каргил – Люк Арчър
- Лидия Джуит – Грейси Уокър
- Андрю Ортега – Шон де Сото
- Тайлър Перез – Камерън Мастърс
- Джази Уилямс – Ким Сандърс
- Тод Алън Дъркин – Агамемнон

## Излъчване
Сериалът е излъчен премиерно по Nickelodeon във Великобритания и Ирландия на 5 януари 2016 г. След това се излъчва по TeenNick в САЩ на 21 февруари 2016 г., после в Нидерландия и Белгия на 29 февруари 2016 г.

## В България
В България сериалът започва излъчване по локалната версия на Nickelodeon на 30 октомври 2017 г. с разписание всеки делник от 21:20.

### Нахсинхронен дублаж
| Роля               | Изпълнител               |
| ------------------ | ------------------------ |
| Анди Круз          | Ралица Стоянова          |
| Агамемнон          | Георги Стоянов           |
| Люк Артър          | Момчил Степанов          |
| Саманта            | Надя Полякова            |
| Старата директорка | Надя Полякова            |
| Джеси Новоа        | Августина-Калина Петкова |
| Ким Сандърс        | Михаела Тюлева           |
| Камерън Мастър     | Камен Асенов             |

| Обработка              | Александра Аудио |
| ---------------------- | ---------------- |
| Изпълнителен продуцент | Васил Новаков    |